# Hans-Ulrich von Oertzen
Hans-Ulrich von Oertzen (* 6. März 1915 in Berlin; † 21. Juli 1944 ebenda) war ein deutscher Generalstabsoffizier und gehörte zum Kern der militärischen Widerstandskämpfer vom 20. Juli 1944 um Oberst Claus Schenk Graf von Stauffenberg.

## Leben
Hans-Ulrich von Oertzens Vater, Ulrich von Oertzen aus dem Hause Lübbersdorf-Teschow, fiel im Ersten Weltkrieg am 27. Februar 1916 in der Champagne als Hauptmann und Kompanieführer. Seine verwitwete Mutter, Elisabeth von Oertzen, geborene von Oertzen aus dem Hause Rattey (* 12. Oktober 1887 in Rattey; † 11. August 1938 in Berlin), erzog den jungen Hans-Ulrich allein, zunächst auf dem Gut ihrer Familie, welches ihr Bruder Henning von Oertzen im mecklenburgischen Rattey bei Strasburg geerbt hatte. Sie ging als Malerin später nach Berlin. Dort war sie ab 1933 erste Vorsitzende des Vereins der Berliner Künstlerinnen 1867, während ihr Sohn nach Auswahl für ein Stipendium das Internat Schloss Salem, unweit des Bodensees, besuchte und dort 1933 das Abitur ablegte.
Hans Ulrich von Oertzen wollte beruflich seinem Vater folgen und trat als Fahnenjunker in die Nachrichtentruppe der Reichswehr ein, und zwar bei der 6. (Preußischen) Nachrichtenabteilung in Hannover. In den Folgejahren durchlief er die Offiziersausbildung in der Wehrmacht. 1938 wurde Oertzen als Adjutant zum Gruppenkommando nach Wien versetzt. Ab 1940 diente er als Lehroffizier an die Heeresnachrichtenschule in Halle (Saale), ab Juni 1941 im Panzerarmee-Nachrichtenregiment 1. Nach der Teilnahme am Generalstabslehrgang wurde Oertzen ab September 1942 im Stab einer Infanteriedivision eingesetzt. 1943 wurde er Major im Generalstab und Ausbildungsoffizier beim Stab der Heeresgruppe Mitte unter Oberst Henning von Tresckow. Oertzen gehörte zu der Gruppe von Offizieren, die Adolf Hitler bereits im März 1943 beim Besuch der Heeresgruppe Mitte in Smolensk erschießen wollten.
Zusammen mit Oberst Claus Schenk Graf von Stauffenberg, dem Chef des Stabes im Allgemeinen Heeresamt in Berlin, erarbeitete Oertzen im Herbst 1943 das Unternehmen Walküre. Ursprünglich als Plan zur Niederwerfung möglicher innerer Unruhen gedacht, wurde sie durch die Hinzufügung einiger weiterer zu verhaftender Personen zu einem Operationsplan der Widerstandsgruppe für den Staatsstreich.
Am 26. März 1944, knapp vier Monate vor dem Attentat, heiratete von Oertzen Ingrid von Langen-Steinkeller (* 13. September 1922 in Braunschweig; † 4. März 2015 in Bad Segeberg), die Tochter des Rittmeisters a. D. Franz Helmut von Langen-Steinkeller, Rittergutsbesitzer auf Bellin (heute Bielin) in der Neumark, und seiner Ehefrau Charlotte geborene Amme.

### Unternehmen Walküre
Hans-Ulrich von Oertzen gab am 20. Juli 1944 als Verbindungsoffizier für den Wehrkreis Berlin, vom Sitz des Wehrkreiskommandos am Hohenzollerndamm aus, die ersten „Walküre“- Befehle weiter. Nach dem misslungenen Attentat auf Hitler wurde er festgenommen. An der Vernehmung Hans-Ulrich von Oertzens durch General der Infanterie Joachim von Kortzfleisch beteiligt sich auch Karl Freiherr von Thüngen, der eigentlich zur Widerstandsgruppe gehörte. Zunächst ergaben sich keine Hinweise auf seine Teilnahme an der Verschwörung, bis sich eine Sekretärin erinnerte, dass sie Oertzen im Herbst 1943 zusammen mit Stauffenberg gesehen hatte. Vor dem Eintreffen der Gestapo tötete sich Hans-Ulrich von Oertzen mit einer Handgranate.
Seine Frau Ingrid von Oertzen beschrieb den Hergang:

„Er hat zwei Handgranaten in die Sandsäcke getan, die wegen der Luftangriffe auf den Fensterbänken standen. Die erste hat ihm nur seine Hand abgerissen. Und dann hat er noch die Kraft aufgebracht, irgendwie an die zweite ranzukommen und die hat er dann also …“

Die zweite Handgranate steckte sich Hans-Ulrich von Oertzen in den Mund. Dann zog er den Splint ab.

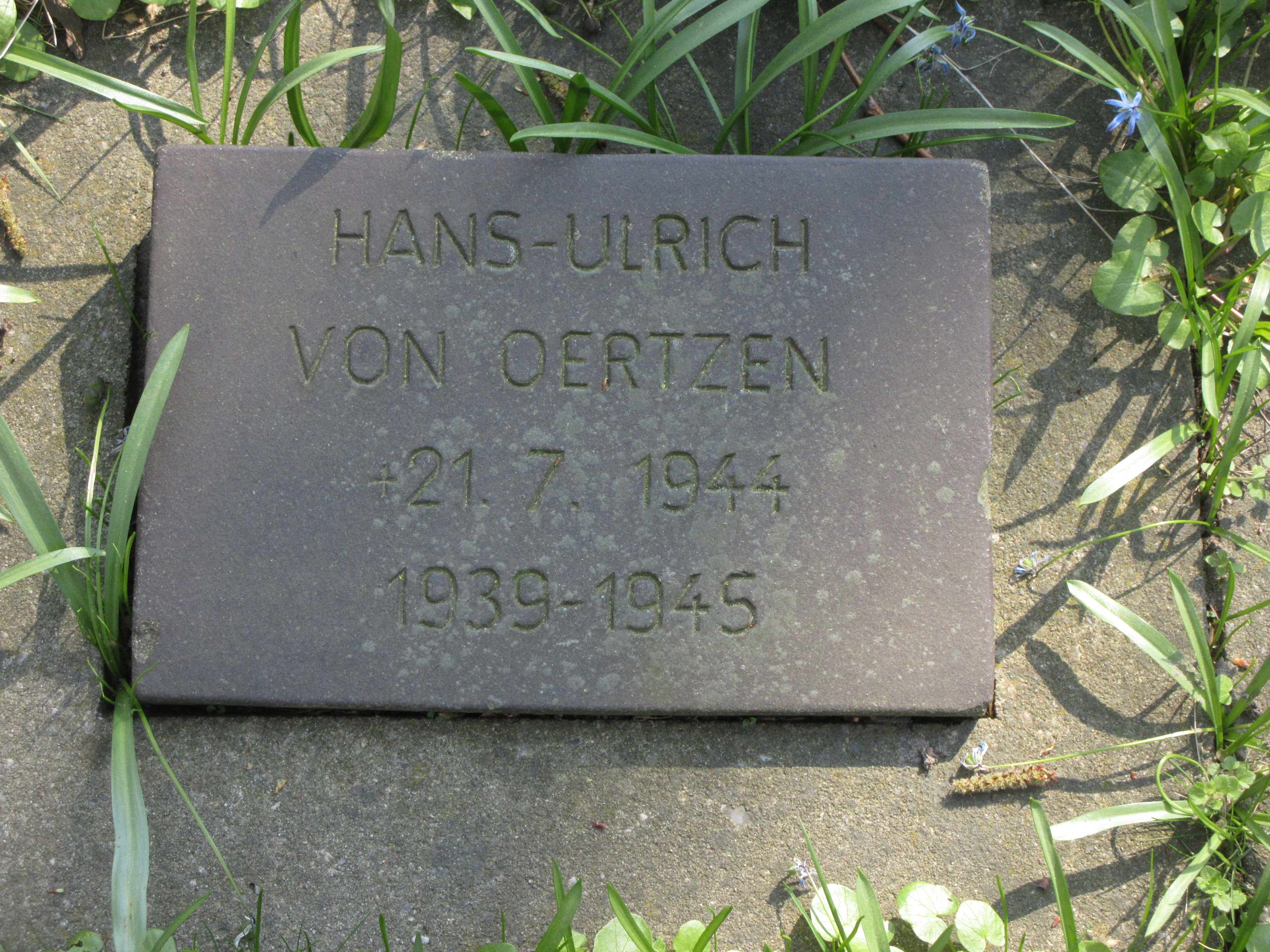
Grabstein von Major Hans-Ulrich von Oertzen in Berlin-Wilmersdorf

Die Leiche Hans-Ulrich von Oertzens konnte durch das Eingreifen seines Schwiegervaters ins Krematorium gebracht werden. Während die Asche der meisten Widerstandskämpfer des 20. Juli 1944 verstreut wurde, befindet sich sein Grab in einer Grabstätte der Opfer von Krieg und Gewaltherrschaft in der Berliner Straße in Berlin-Wilmersdorf.
In der Dorfkirche von Rattey erinnert eine Gedenktafel an Hans-Ulrich von Oertzen, die 1992 in Anwesenheit von Bundespräsident Richard von Weizsäcker und Axel Freiherr von dem Bussche als überlebendem Widerstandskämpfer feierlich enthüllt wurde. Auf dem Kirchhof befindet sich eine Gedenkstele für Hans-Ulrich von Oertzen.

### Urteil
Philipp Freiherr von Boeselager, der letzte Überlebende des innersten Kreises der militärischen Widerstandsgruppe gegen Hitler um Generalmajor Henning von Tresckow und Oberst Claus Graf Schenk von Stauffenberg, würdigte die Rolle von Oertzens so:

„Wenn man an den militärischen Widerstand denkt, dann fallen einem sofort die Namen Oster, Tresckow, Stauffenberg ein, wobei Oster der Verstand, Tresckow das Herz und Stauffenberg der mutige Arm des Widerstands war. Aber ohne Männer wie Hans-Ulrich von Oertzen wäre das Attentat auf Hitler und seine Planung gar nicht möglich gewesen.“